# 池内正幸 (言語学者)
池内 正幸（いけうち まさゆき、1949年 - ）は、日本の言語学者、名古屋外国語大学教授。

## 人物・来歴
新潟県高田市（現上越市）生まれ。1972年東京教育大学英文科卒、1976年同大学院博士課程英語学専攻単位取得後退学。2003年「叙述の修飾 ミニマリストアプローチ」で博士（文学）（東京都立大学）。マサチューセッツ工科大学言語学・哲学科、エディンバラ大学言語進化・計算研究ユニットにて客員研究員として研究に従事。愛知県立大学講師、上越教育大学助教授、教授、津田塾大学学長補佐（学務担当）・学芸学部英文学科教授を経て、名古屋外国語大学教授。生成文法が専門。

## 著書
- 『名詞句の限定表現』大修館書店 1985年
- Predication and ModificationーA Minimalist Approach、 Liber Press 2003年
- 『ひとのことばの起源と進化』開拓社 2010年

### 共編著
- 『言語研究入門ー生成文法を学ぶ人のために』大津由紀雄、今西典子、水光雅則共編著 研究社 2002年
- Current Issues in English Linguistics 	宇賀治正朋、西村義樹共編　開拓社 2003年
- 『明日に架ける生成文法』中島平三共著 開拓社 2005年
- 『言語と進化・変化』編著 朝倉書店 2009年
- 『生成言語研究の現在（いま）』郷路拓也共編著 ひつじ書房 2013年
- 『言語の設計・発達・進化』藤田耕司、福井直樹、遊佐典昭共編著 開拓社 2014年
- 『言語の獲得・進化・変化』遊佐典昭ほか共著 開拓社 2018年
- 『英語学を英語授業に活かす 市河賞の精神（こころ）を受け継いで』窪薗晴夫、小菅和也共編著 開拓社 2018年